# Soteremit
För Phaethornis augusti, se sotkronad eremit.
Soteremit (Threnetes niger) är en fågel i familjen kolibrier.

## Utbredning och systematik
Soteremit delas in i två underarter:
- T. n. loehkeni – förekommer i nordöstra Brasilien norr om Amazonfloden (Amapá)
- T. n. niger – förekommer i Franska Guyana och det närmaste området i Brasilien (norra Amapá)

## Status
IUCN bedömer enbart hotstatusen för nominatformen, som livskraftig.